# 陳田錨
陳田錨（1928年4月16日—2018年3月7日），是一位出身台灣高雄的政治人物與實業家，是高雄陳中和家族成員，父親陳啓清是前高雄市市長陳啓川之弟。

## 生平
陳田錨為陳啓清與元配李開娥所生，李氏生長子陳田錨1年後即逝世。
1958年，當選高雄市議員，曾經擔任高雄市在省轄市時期的第4屆到第7屆的市議員，並於第7屆擔任議長。高雄市改制為直轄市後，又再度獲選為高雄市議員，並連任了4屆的議長。是高雄市議會歷史上任期最長的一位，也曾經是得票數最高的一位。卸下議長職務之後，便一直擔任總統府資政迄今 。
1989年，陳啟清病逝後，繼任台灣可口可樂公司董事長。
2018年3月7日下午在高雄市家中辭世，享耆壽90歲。

## 風評
- 儘管叱吒南台灣政壇卅年，陳田錨在友人眼中，是謙和君子，而且人緣奇佳。無論民進黨與國民黨的政治人物都能與之交好 [3]。

## 從商經歷
- 除此之外，陳田錨也是前任台灣大眾銀行的董事長，一共擔任了15年。2007年由二兒子陳建平接棒。

## 家族
- 陳田錨生母李開娥，出身屏東萬丹望族。其父李南為萬丹當地名望地主，其兄弟李開胡為萬丹富商，曾籌措重建萬丹萬惠宮[4]，並在萬丹建有古厝「芳美商號」。[5]，另一兄弟李開山在日治時期曾出任萬丹庄長、屏東信託株式會社社長。李開山之子李世昌曾當選第四屆屏東縣長。[6]:164
- 陳田錨妻子陳黃淑惠，為前台南市參議會議長黃百祿之女。2021年2月3日辭世，享壽89歲。
- 長子陳建東繼承父職，為現任欣高石油氣董事長。次子陳建平曾經擔任過立法委員，現為大眾銀行董事長。獨生女陳怡君嫁給國民黨元老谷正綱之子、中衛發展中心董事長谷家恒。

## 外部連結
- 老幹新枝各崢嶸[永久]，高雄市議會。
- 力挺黃俊英 陳田錨、黃啟川現身 （页面存档备份，存于），自由時報。
- 陳田錨交棒，凱雷入主大眾銀[永久]，台灣雅虎新聞。
- 大選走透透／高市南區／賣過禁書　躲過警總　郭大砲進軍立法院 （页面存档备份，存于），東森新聞。